# Barakat !
Pour les articles homonymes, voir Baraka.
Pour plus de détails, voir Fiche technique et Distribution.
Barakat ! est un film algéro-français réalisé par Djamila Sahraoui, sorti en 2006.

## Synopsis
Situé au milieu de la guerre civile algérienne dans les années 90, Barakat ! est l'histoire de deux femmes. Amel est une occidentale dont le mari, un journaliste, a disparu, peut-être kidnappé ou même tué pour des articles qu'il a écrits.

## Fiche technique
- Titre français : Barakat !
- Réalisation : Djamila Sahraoui
- Scénario : Djamila Sahraoui et Cécile Vargaftig
- Costumes : Fatiha Soufi
- Musique : Alla
- Montage : Catherine Gouze
- Son : Bertrand Boudaud, Olivier Schwob, Julien Sicart et Dominique Vieillard
- Casting : Maya Serrulla et Nadjet Taibouni
- Production : Richard Copans et Nelly Mabilat
- Sociétés de production : BL Productions, Nomadis Images, Arte France Cinéma et ENTV, en association avec la SOFICA Cofinova 2
- Sociétés de distribution : Pierre Grise Distribution (France), Global Film Initiative (Canada) et Global Film Initiative (États-Unis)
- Pays d'origine :  Algérie et  France
- Langues originales : arabe et français
- Format : couleur - 1,85:1 - 35 mm
- Genre : drame
- Durée : 95 minutes
- Dates de sortie :
  -  Allemagne : 16 février 2006
  -  Algérie : 18 février 2006
  -  France : 4 juillet 2006

## Distribution
- Rachida Brakni : Amel
- Fettouma Ousliha-Bouamari : Khadidja
- Zahir Bouzerar : Le vieil homme
- Malika Belbey : Nadia
- Amine Kedam : Bilal
- Ahmed Berrhama : Karim
- Abdelbacet Benkhalifa : L'homme du barrage
- Abdelkrim Beriber : Le policier
- Ahmed Benaïssa : L'homme accueil de l'hôpital
- Mohamed Bouamari : Hadj Slimane
- Karim Zenasni : Le chauffard
- Adel Benamar : L'islamiste 1
- Mehdi Yacef : L'islamiste 2
- Arslane Lerari : L'homme sage
- Yacine Bendjemline : Le pharmacien 1
- Mustapha Ayad : L'épicier
- Rabah Lechea : Le pharmacien 2
- Djelloul Laid : Taxi 1
- Hakim Zelloum : Taxi 2
- Yacine Moussouni : Le dragueur

## Distinctions

### Récompenses
- Prix du meilleur film au Festival international du film de Dubaï.
- Prix du meilleure première œuvre au Festival panafricain du cinéma et de la télévision de Ouagadougou.
- Prix du meilleur scénario au Festival panafricain du cinéma et de la télévision de Ouagadougou.
- Prix de la meilleure musique au Festival panafricain du cinéma et de la télévision de Ouagadougou.

### Nominations
- Nommé pour le meilleur film lors des Prix Lumières.